# Bryony Hannah
Bryony Hannah er en Olivier Award-nomineret engelsk skuespiller.

## Personlig liv
Hun er datter af en lærer og en pensioneret Royal Navy løjtnant. Hannah kommer fra Portsmouth, og efter at have forladt skolen, arbejdede hun på en pub i Southampton. Hun blev derefter accepteret på RADA, efter at have vundet en Laurence Olivier stipendie.
I 2014 fødte Hannah sit første barn.

## Filmografi
| Film         | Film                           | Film                                 | Film                                                           |
| År           | Titel                          | Rolle                                | Noter                                                          |
| ------------ | ------------------------------ | ------------------------------------ | -------------------------------------------------------------- |
| 2010         | Cemetery Junction              | Louise the Waitress                  | Minor role                                                     |
| Fjernsyn     |                                |                                      |                                                                |
| År           | Titel                          | Rolle                                | Noter                                                          |
| 2012         | Dead Boss                      | Christine                            | 6 Episodes                                                     |
| 2012–present | Jordmoderen                    | Cynthia Miller / Søster Mary Cynthia | 15 episoder                                                    |
| 2012         | Above Suspicion: Silent Scream | Felicity Turner                      | TV mini-serie                                                  |
| 2011         | Life's Too Short               | Brenda                               | Episode 5                                                      |
| 2003         | Reversals                      | Female Student                       | Minor role, TV movie                                           |
| Theater      |                                |                                      |                                                                |
| År           | Titel                          | Rolle                                | Noter                                                          |
| 2011         | The Children's Hour            | Mary Tilford                         | Olivier Award Nomination for Best Actress in a Supporting Role |